# Jette
« Yet » redirige ici. Pour les autres significations, voir Yet (homonymie).
Jette (nom historique : Jette-Saint-Pierre ; en bruxellois : Yet) est l'une des 19 communes bilingues de Belgique située dans la Région de Bruxelles-Capitale.
Au 1er janvier 2024, elle comptait 54 107 habitants, les Jettois. Sa superficie est de 5,19 km2 ce qui représente une densité de population de 10 349 hab./km2.

## Géographie

### Communes limitrophes
| Asse (Flandre) | Wemmel (Flandre) |                      |
|                | Jette            | Ville de Bruxelles   |
| Ganshoren      | Koekelberg       | Molenbeek-Saint-Jean |

### Quartiers
- Jette-centre
- Dieleghem
  - Jardins de Jette
- Esseghem[5]
- Heymbosch
- Quartier du Miroir

## Histoire
Si la présence humaine sur le territoire de l'actuelle Jette est assez ancienne (vers 2000 av. J.-C.), il faudra attendre l'établissement d'un prieuré augustin en 1095, devenu l'abbaye prémontrée de Dieleghem en 1217 pour que la région prenne un certain essor. Jette devint une baronnie en 1654. Cinq ans plus tard, c'est le comté de Saint-Pierre-Jette qui était créé. La juridiction de ce comté s'étendait sur Jette, Ganshoren, Releghem, Hamme et Bever,.
Après la révolution française, elle fait d'abord partie de la commune Jette-Ganshoren avant de devenir indépendante en 1841.
Comme de nombreuses communes de l'agglomération bruxelloise, c'est au XIXe siècle que Jette prendra son aspect urbain, avec l'extension de la zone urbaine : de 1 962 habitants en 1831, elle passera à 12 237 en 1904 puis 40 828 en 1971.
La place Reine Astrid, dite du Miroir, en souvenir de la miroiterie qui s'y trouvait, est l'une de ses places principales. Elle accueille l'important marché dominical.

## Héraldique
|  | La commune possède des armoiries qui lui ont été octroyées le 10 mai 1841 et remplacées le 29 janvier 1953. Le blasonnement de 1841 était : « D'azur à un Saint Pierre d'or ». Les anciennes armoiries montraient le saint patron local, saint Pierre. Les couleurs sont les couleurs nationales néerlandaises qui n'étaient pas appliqués par le bourgmestre en 1813. Les armoiries ont donc été octroyées dans les couleurs nationales. Quand les armoiries ont été modifiées après l'indépendance de la Belgique, les couleurs n'ont pas été changées. Les armoiries actuelles sont celles de la famille Kinschot. Ceux-ci étaient les seigneurs du château de Jette du XVIe au XVIIIe siècle. Elles apparaissent sur un sceau local datant du XVIe siècle. Blasonnement : D'or à la fasce bretessée et contrabrétessée de sable, l'écu sommé d'un heaume d'argent grillé liseré et couronné d'or, aux lambrequins d'or et de sable. Cimier: un vol à l'antique d'or, chaque aile chargée d'un fasce bretessée et contrabrétessée de sable - l'écu posé sur une épée des Chevaliers de l'Ordre de Saint Jacques, et tenu à dextre par une dame de carnation vêtue de gueules ayant la main senestre sur l'écu et tenant de la dextre un cœur de carnation posé sur un voile d'azur semé d'étoiles d'or et surmonté d'une couronne royale du même et supporté à senestre par une licorne d'argent accornée, onglée, accolée et crinée d'or. - Délibération communale : 25 mai 1951 - Arrêté de l'exécutif de la communauté : 29 janvier 1953 - Moniteur belge : 25 février 1953 Source du blasonnement : Heraldy of the World. |

## Politique

### Résultats lors desélections communales de 2024

#### Conseil communal
| Parti | Parti                | Voix | Voix | Conseil | Conseil       | Collège |
| Parti | Parti                | %    | +/-  | Sièges  | +/-           | Collège |
| ----- | -------------------- | ---- | ---- | ------- | ------------- | ------- |
|       | Liste du Bourgmestre | 24   | 13,8 | 11 / 37 | 5             | Oui     |
|       | MR-VLD               | 17,2 | 4,2  | 7 / 37  | 2             | Oui     |
|       | PS-Vooruit           | 14,1 | 1,5  | 6 / 37  | en stagnation | Non     |
|       | Team Fouhad Ahidar   | 12,7 | Nv   | 5 / 37  | Nv            | Non     |
|       | Ecolo-Groen          | 11,9 | 5,6  | 4 / 37  | 3             | Oui     |
|       | PTB                  | 11,7 | Nv   | 4 / 37  | Nv            | Non     |
| Total | Total                | 100  | 100  | 37      | 37            |         |

#### Collège du bourgmestre et des échevins[11]
| Collège communal   |                       |                       |
| ------------------ | --------------------- | --------------------- |
| Bourgmestre        | Claire Vandevivere    | Les Engagés - LBJETTE |
| 1er Échevine       | Jennifer Gesquière    | MR - MR-VLD           |
| 2e Échevin         | Thomas Naessens       | Ecolo - ECOLO-GROEN   |
| 3e Échevin         | Benoît Gosselin       | Les Engagés - LBJETTE |
| 4e Échevine        | Nathalie De Swaef     | Groen - ECOLO-GROEN   |
| 5e Échevine        | Laura Vossen          | LBJETTE               |
| 6e Échevin         | Christophe Kurt       | LBJETTE               |
| 7e Échevin         | Eren Güven            | MR-VLD                |
| 8e Échevine        | Anna Hovsepyan        | MR-VLD                |
| Présidente du CPAS | Nathalie Vandenbrande | LBJETTE               |

### Résultats des élections communales depuis 1976

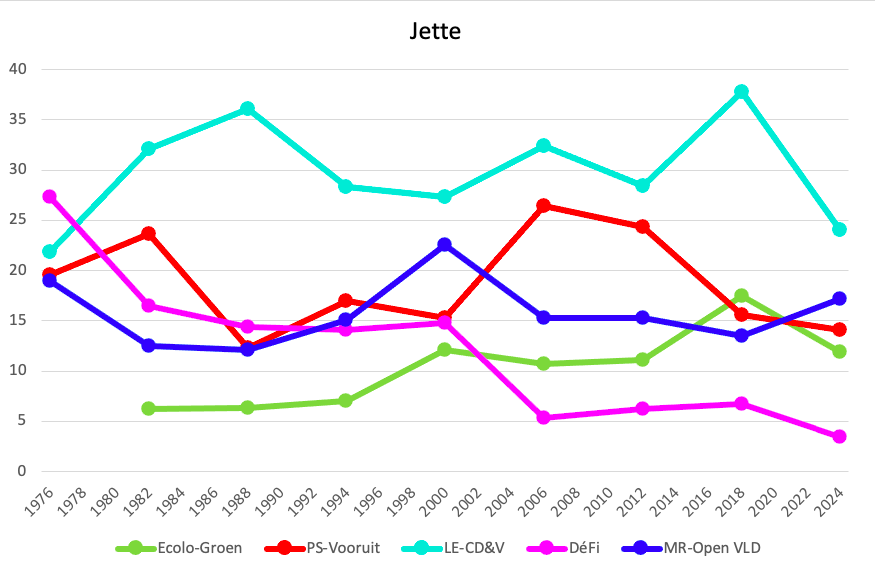
Evolution des résultats électoraux au conseil communal de Jette.

| Partis                     | Partis                 | Partis                        | 1976  | 1976  | 1982  | 1982  | 1988  | 1988  | 1994  | 1994  | 2000  | 2000  | 2006  | 2006  | 2012  | 2012  | 2018  | 2018  | 2024  | 2024  |
| Votes / Sièges             | Votes / Sièges         | Votes / Sièges                | %     | 35    | %     | 35    | %     | 35    | %     | 33    | %     | 33    | %     | 35    | %     | 35    | %     | 37    | %     | 37    |
| -------------------------- | ---------------------- | ----------------------------- | ----- | ----- | ----- | ----- | ----- | ----- | ----- | ----- | ----- | ----- | ----- | ----- | ----- | ----- | ----- | ----- | ----- | ----- |
| Extrême gauche             |                        | PTB-PVDA                      | 0,97  | 0     | 0,37  | 0     | 0,31  | 0     | 0,57  | 0     | 0,46  | 0     | -     |       | -     |       | -     |       | 11,7  | 4     |
| Ecologistes                |                        | Ecolo-Groen                   | -     |       | 6,23  | 2     | 6,32  | 2     | 6,97  | 2     | 12,13 | 4     | 10,69 | 3     | 11,11 | 4     | 17.48 | 7     | 11,9  | 4     |
| Socialistes                |                        | PS-Vooruit                    | -     |       | -     |       | -     |       | 16,93 | 7     | 15,25 | 6     | -     |       | 24,36 | 10    | 15,59 | 6     | 14,1  | 6     |
| Socialistes                | PS                     | 9,06                          | 3     | 12,79 | 5     | 12,29 | 4     | -     |       | -     |       | 19,38 | 7     | -     |       | -     |       | -     |       |       |
| Socialistes                | SP/Spa.SPIRIT          | 11,52                         | 4     | 10,86 | 4     | -     |       | -     |       | -     |       | 6,99  | 2     | -     |       | -     |       | -     |       |       |
| Chrétiens-démocrates       |                        | Liste du Bourgmestre          | 13,26 | 5     | 27,23 | 13    | 31,6  | 14    | 28,31 | 12    | 27,35 | 11    | 32,42 | 13    | 28,43 | 12    | 37.77 | 16    | 24    | 11    |
| Chrétiens-démocrates       | CVP                    | 8,61                          | 3     | 4,89  | 1     | 4,99  | 1     |       | -     |       | -     |       | -     |       | -     |       |       | -     |       |       |
| Fédéralistes francophones  |                        | DéFI                          | 27,31 | 11    | 16,46 | 7     | 14,42 | 5     | 14,1  | 5     | -     |       | 5,31  | 1     | 6,22  | 1     | 6,71  | 2     | 3,4   | 0     |
| Alliance FDF-MR            |                        | PRL-FDF                       | -     |       | -     |       | -     |       |       |       | 22,51 | 9     | 15,29 | 6     | -     |       | -     |       | -     |       |
| Libéraux                   |                        | MR                            | 13,05 | 5     | 7,67  | 2     | 12,06 | 4     | 10,32 | 4     | -     |       | -     |       | 15,29 | 6     | 13,49 | 5     | 17,2  | 7     |
| Libéraux                   | PLP-PVV/PVV/VLD-VBJ    | 5,94                          | 1     | 4,8   | 1     | -     |       | 4,73  | 1     | -     |       | -     |       | -     |       | -     |       | -     |       |       |
| Dissidents libéraux        |                        | Les démocrates (Les libéraux) |       |       |       |       |       |       |       |       |       |       |       |       | 7,35  | 2     | 2,22  | 0     | -     |       |
| Nationalistes flamands     |                        | N-VA                          |       |       |       |       |       |       |       |       |       |       | 0,64  | 0     |       |       | 4,28  | 1     | 2,3   | 0     |
| Nationalistes flamands     | VU                     | 8,38                          | 2     | 5,32  | 1     | 3,58  | 0     |       |       |       |       |       |       |       |       |       |       |       |       |       |
| Extrême droite flamande    |                        | Vlaams Belang                 |       | -     |       | -     | 1,13  | 0     | 4,03  | 0     | 6,88  | 2     | 8,92  | 3     | 3,59  | 0     | 2.95  | 0     | 2,6   | 0     |
| Extrême droite francophone |                        | FN                            | -     |       | -     |       | -     |       | 9,63  | 3     | 2,85  | 0     | -     |       | -     |       | -     |       | -     |       |
| Communautariste musulman   |                        | Team Fouad Ahidar             | -     |       | -     |       | -     |       | -     |       | -     |       | -     |       | -     |       | -     |       | 12,7  | 5     |
|                            |                        | LB                            |       |       |       |       |       |       |       |       | 5,01  | 1     |       |       |       |       |       |       |       |       |
|                            |                        | LRG                           | -     |       | -     |       | -     |       | 7,95  | 2     | -     |       | -     |       | -     |       | -     |       | -     |       |
|                            |                        | IC-GB                         | 4,88  | 1     | 0,75  | 0     | -     |       | -     |       | -     |       | -     |       | -     |       | -     |       | -     |       |
|                            |                        | UDRT-RAD                      | -     |       | 5,7   | 1     | -     |       | -     |       | -     |       | -     |       | -     |       | -     |       | -     |       |
|                            |                        | Autres(*)                     | 0,67  |       | -     |       | 1,93  |       | 1,1   |       | 7,55  |       | 0,36  |       | 1,28  |       | -     |       | -     |       |
| Total des votes            | Total des votes        | Total des votes               | 29021 | 29021 | 26943 | 26943 | 25469 | 25469 | 23234 | 23234 | 23210 | 23210 | 25334 | 25334 | 25704 | 25704 | 26435 | 26435 | 25103 | 25103 |
| Participation %            | Participation %        | Participation %               | ,     | ,     | ,     | ,     | 88,63 | 88,63 | 85,86 | 85,86 | 84,79 | 84,79 | 87,28 | 87,28 | 84,08 | 84,08 | 85,56 | 85,56 | 81,17 | 81,17 |
| Votes blancs ou nuls %     | Votes blancs ou nuls % | Votes blancs ou nuls %        | 4,67  | 4,67  | 5,11  | 5,11  | 5,06  | 5,06  | 4,59  | 4,59  | 4,45  | 4,45  | 5,96  | 5,96  | 5,62  | 5,62  | 7,02  | 7,02  | 6,34  | 6,34  |

### Liste des bourgmestres de Jette
| Nom                   | Date de début | Date de fin | Durée    | Parti | Parti       |
| --------------------- | ------------- | ----------- | -------- | ----- | ----------- |
| Philippe Werrie       | 1909          | 1927        | 18 ans   |       | PC          |
| Gustave Van Huynegem  | 1927          | 1940        | 13 ans   |       | PC          |
| Jean Neybergh         | 1940          | 1953        | 13 ans   |       | PSC         |
| Etienne Demunter      | 1953          | 1959        | 6 ans    |       | PSB         |
| Jacques Swartenbrouck | 1959          | 1969        | 10 ans   |       | PL          |
| Jean Neybergh         | 1969          | 1974        | 5 ans    |       | PSC         |
| Gilbert Doyen         | 1974          | 1977        | 3 ans    |       | PRL         |
| Jean-Louis Thys       | 1977          | 2000        | 23 ans   |       | PSC         |
| Hervé Doyen           | 2000          | 2022        | 22 ans   |       | cdH         |
| Claire Vandevivere    | 2022          | en cours    | en cours |       | Les Engagés |

NB : Jean Neybergh fut bourgmestre à deux reprises : de 1940 à 1953 (13 ans), et de 1969 à 1974 (5 ans). Il a donc exercé cette fonction pendant 18 ans, de façon discontinue.

## Démographie

### Évolution de la population
| Habitants                       |        | 1.981  | 2.048  | 2.262  | 4.335  | 4.712  | 6.635  | 10.053 | 14.782 | 16.109 | 22.226 | 29.484 | 34.927 | 40.013 | 40.361 | 38.769 |
| Index                           |        | 100    | 103    | 114    | 219    | 238    | 335    | 507    | 746    | 813    | 1.122  | 1.488  | 1.763  | 2.020  | 2.037  | 1.957  |
| Année                           | 2000   | 2010   | 2015   | 2018   | 2019   | 2020   | 2021   | 2022   | 2023   | 2024   |        |        |        |        |        |        |
| Habitants                       | 39.749 | 46.818 | 50.724 | 52.201 | 52.536 | 52.728 | 52.854 | 52.751 | 53.704 | 54.107 |        |        |        |        |        |        |
| Index                           | 2.007  | 2.363  | 2.558  | 2.635  | 2.646  | 2.648  | 2.662  | 2.655  | 2.696  | 2.731  |        |        |        |        |        |        |
| chiffres INS - 1846 = Index 100 |        |        |        |        |        |        |        |        |        |        |        |        |        |        |        |        |

Graphe de l'évolution de la population de la commune.
- Source : DGS - Remarque: 1831 jusqu'à 1981=recensement; depuis 1990=nombre d'habitants chaque 1er janvier[4]

### Population étrangère
| Nationalité                                           | Population |
| Roumanie                                              | 3 320      |
| France                                                | 1 206      |
| Maroc                                                 | 1 128      |
| Ukraine                                               | 933        |
| Italie                                                | 851        |
| Espagne                                               | 813        |
| Pologne                                               | 702        |
| Syrie                                                 | 450        |
| Portugal                                              | 384        |
| République démocratique du Congo                      | 383        |
| Source : IBSA Brussels, chiffres au 1er janvier 2024. |            |

## Patrimoine
- le logis abbatial de Dieleghem, seul reste tangible de l'abbaye de Dieleghem, œuvre de l'architecte néoclassique Laurent-Benoît Dewez ;
- l'ancienne maison communale de Jette, chef-d'œuvre de l'architecte éclectique Jules-Jacques Van Ysendyck ;
- la gare de Jette, œuvre de l'architecte éclectique Franz Seulen (1892) ;
- l'église paroissiale Saint-Pierre et l'église Sainte-Madeleine (1903-1904, architecte Georges Dhaeyer) des pères rédemptoristes, toutes deux de style néo-gothique ;
- la Withuis (Maison blanche), bâtiment de style moderniste édifié par l'architecte Joseph Diongre en 1927 (avenue Charles Woeste 183) ;
- l'église Sainte-Claire, construite en 1966 ;
- le domaine marial de la grotte, réplique de la grotte de Lourdes située dans un jardin boisé où sont également édifiées les stations du chemin de croix, un calvaire, et une chapelle attenante, le tout construit et béni en 1915 par le cardinal Mercier, avec à quelque 200 mètres l'église paroissiale homonyme.
- le musée René Magritte, établi dans la maison où il habita de 1930 à 1954 (rue Esseghem 135), peignit près de la moitié de son œuvre et reçut la visite des plus grands artistes surréalistes de son temps ;
- l'Atelier 34zéro Muzeum, centre d'art contemporain indépendant créé en 1979 ;
- la place Cardinal Mercier avec la fresque d'Hughes Renier ;
- la place Reine Astrid (dite « Le Miroir ») et son marché dominical ;
- quelques anciens cafés et brasseries comme « Le Central » (place Laneau), « De Gele Poraa » (rue Jules Lahaye), le « Miroir » (place Reine Astrid) ;
- de nombreux parcs en font une commune très verte : le parc Garcet limitrophe de l'ancienne maison communale, le parc de la Jeunesse situé non loin du cimetière, le parc Roi Baudouin ou encore les Marais de Jette-Ganshoren et la réserve naturelle du Poelbosch ;
- la station de métro Belgica :
  - la STIB, en partenariat avec la Fondation polaire internationale, décide de redécorer la station aux couleurs des pôles : deux fresques de 2,40 m de haut sur 92 m de long sont créées, l'une par l'artiste Thierry Verbeeck et l'autre par l'artiste Cedric Bourgaux,
  - Fresque polaire (sur les enjeux du développement durable), initiée et coordonnée par la STIB et l'artiste peintre Blaise Patrix avec 500 participants en 2009-2010.

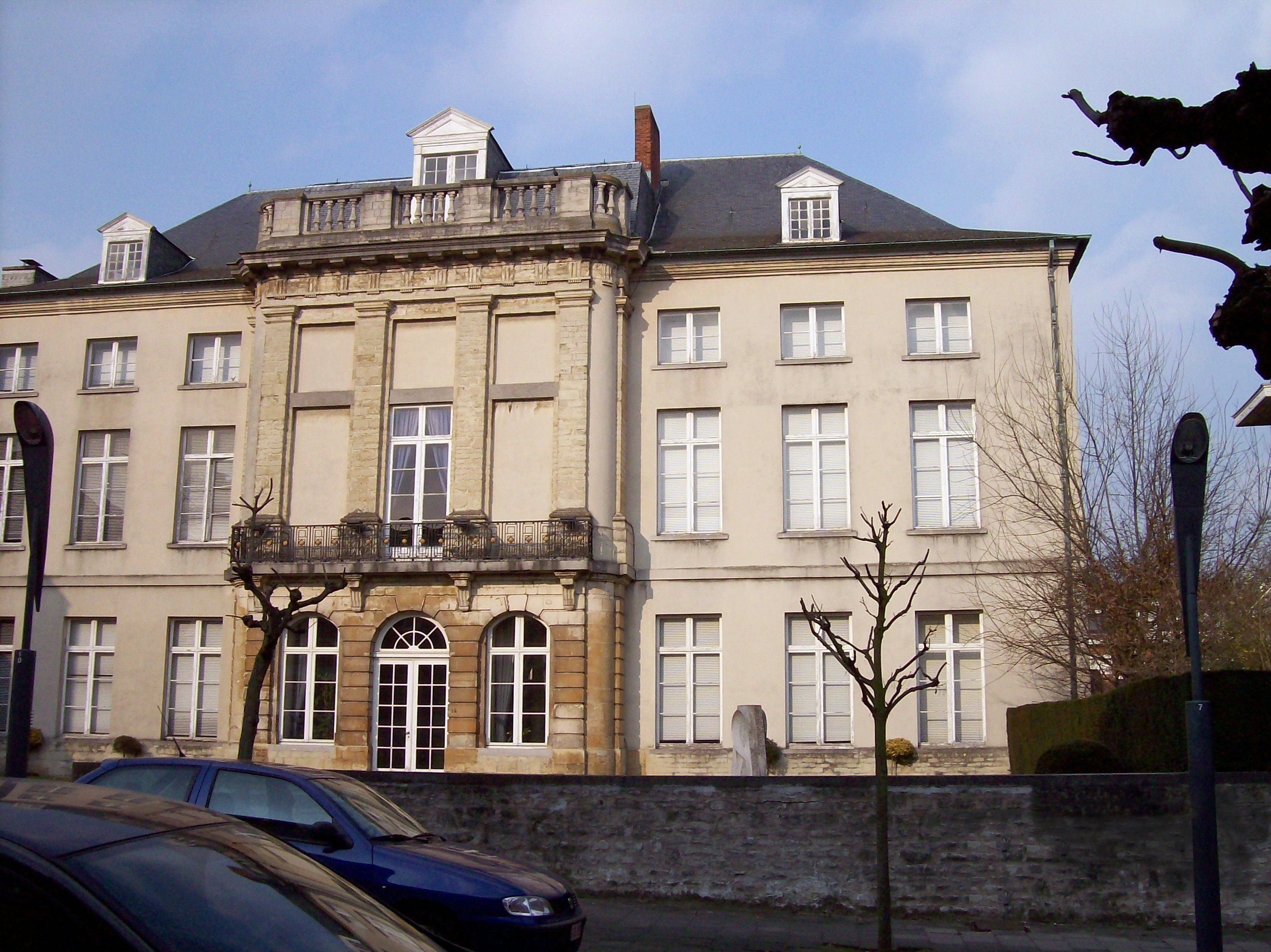
Palais abbatial de l'abbaye de Dieleghem.
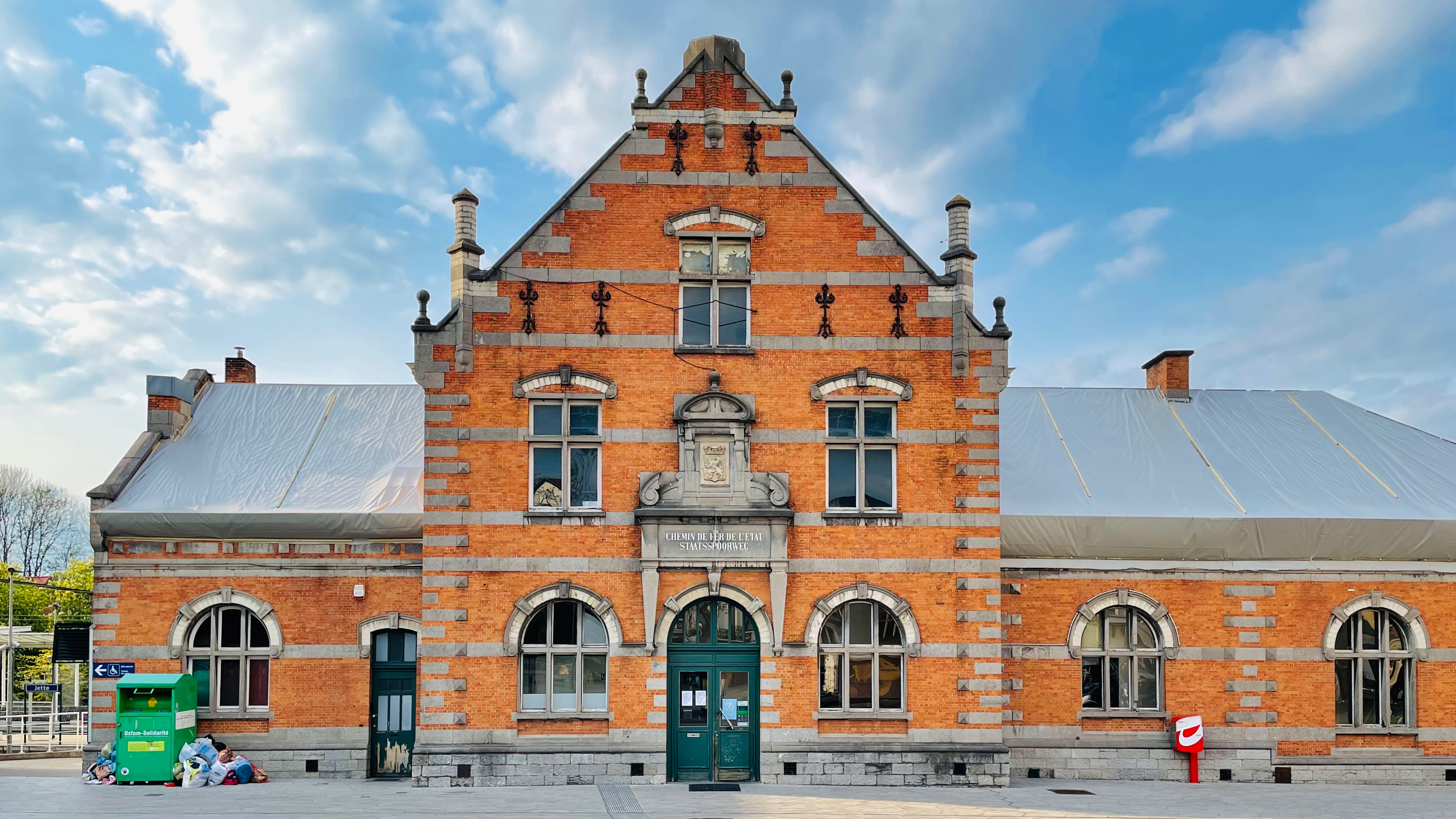
Gare de Jette.
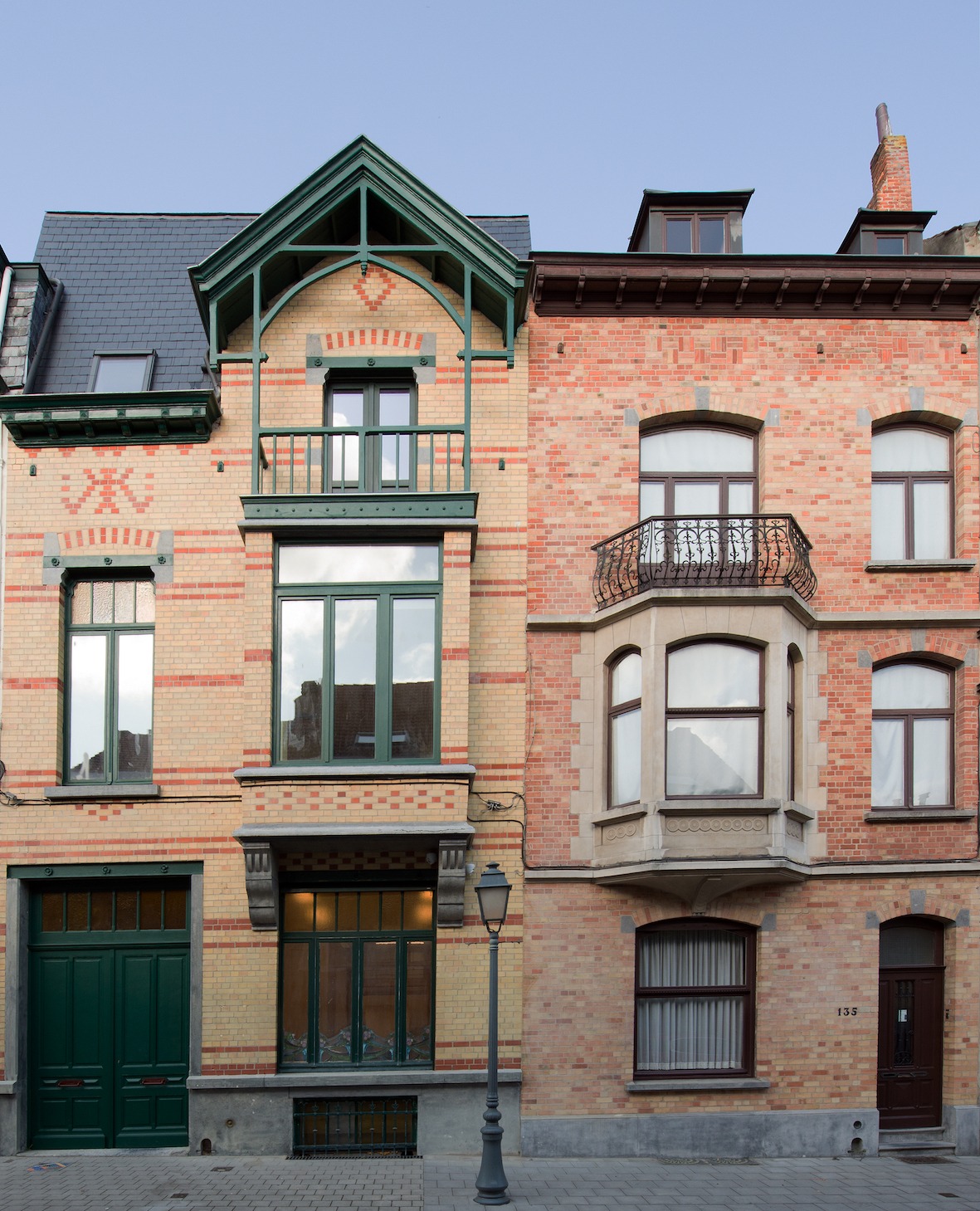
Musée René Magritte et Musée d'art abstrait.
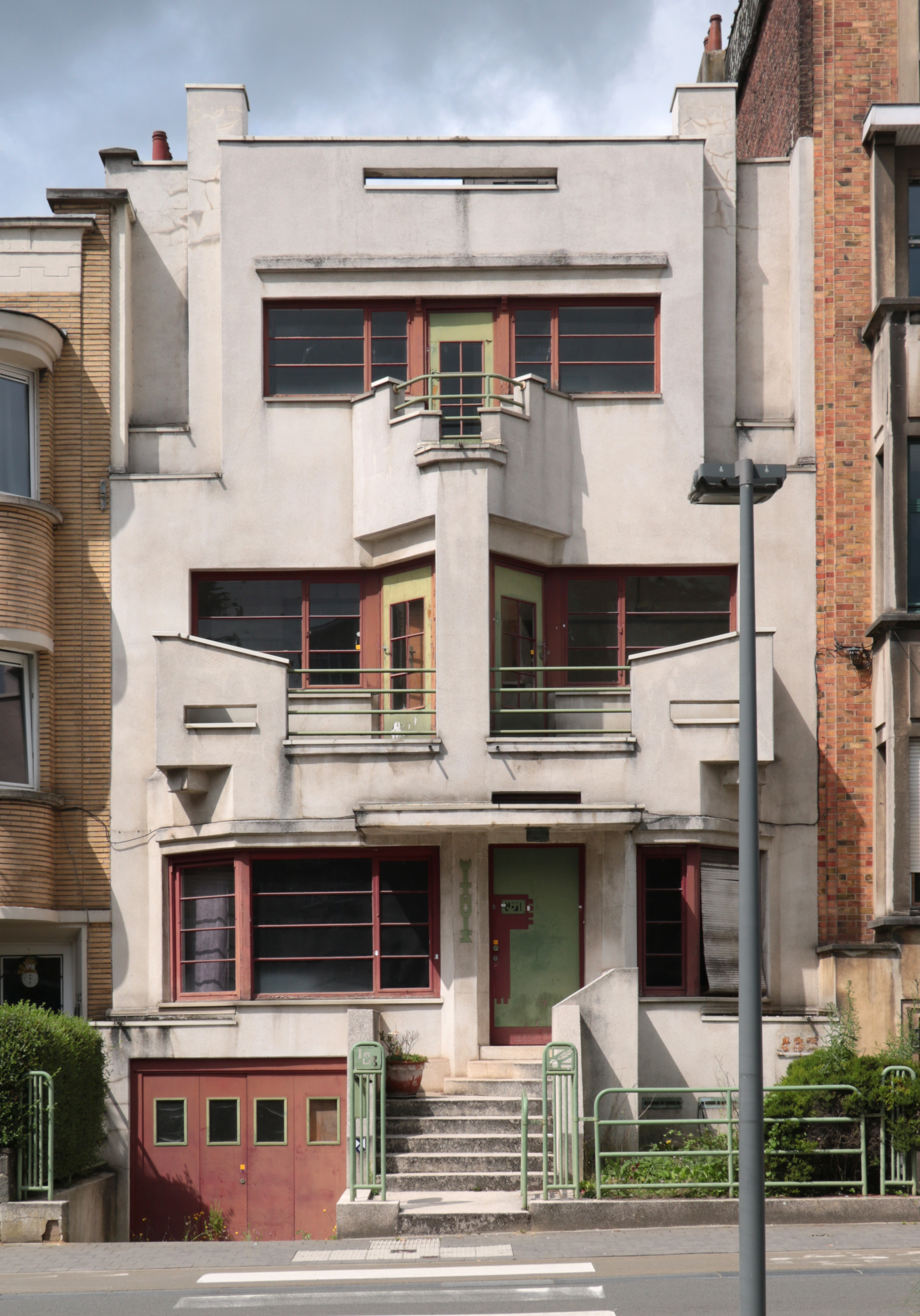
Withuis (1927).
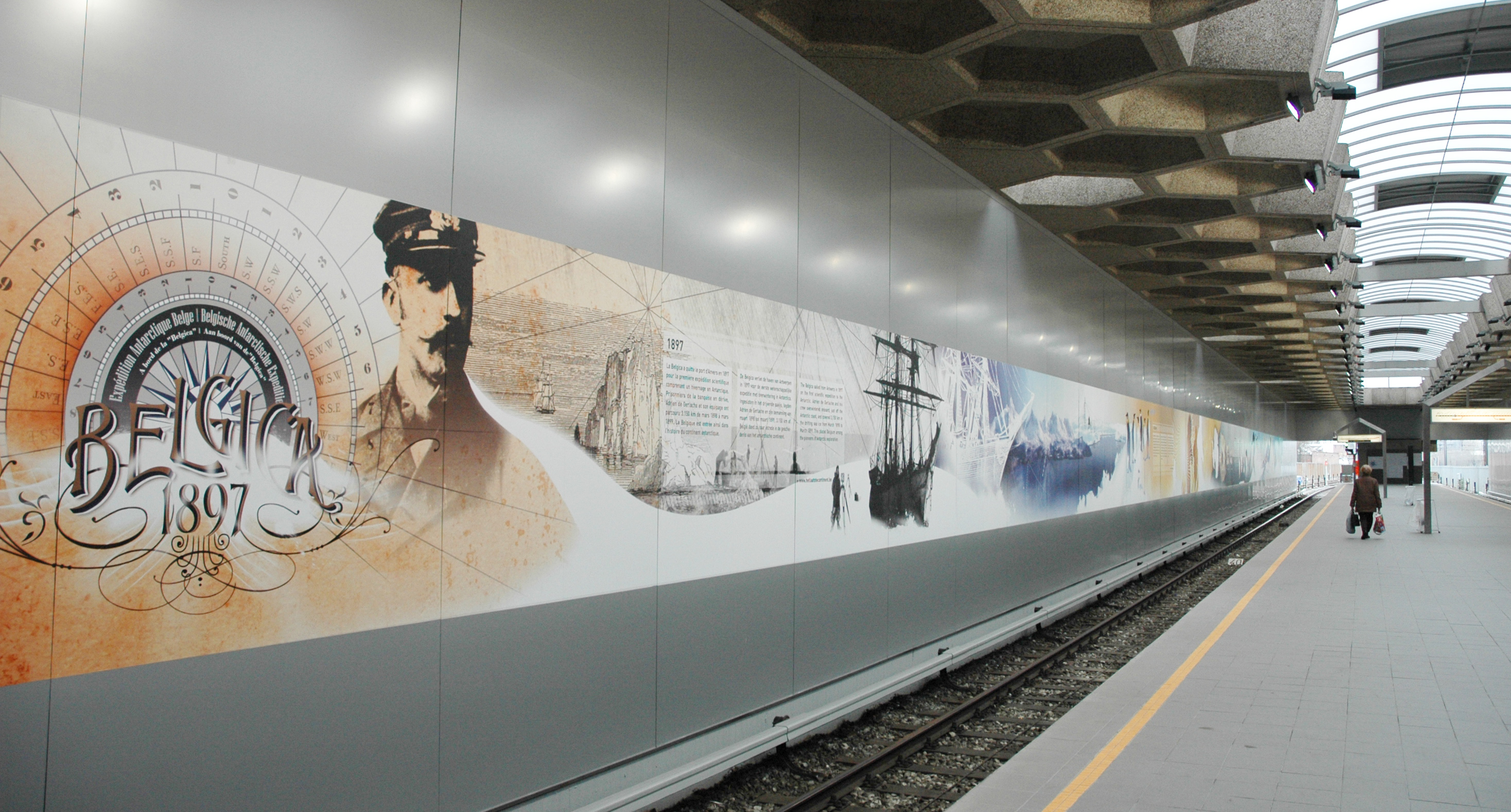
Fresque de Thierry Verbeeck.
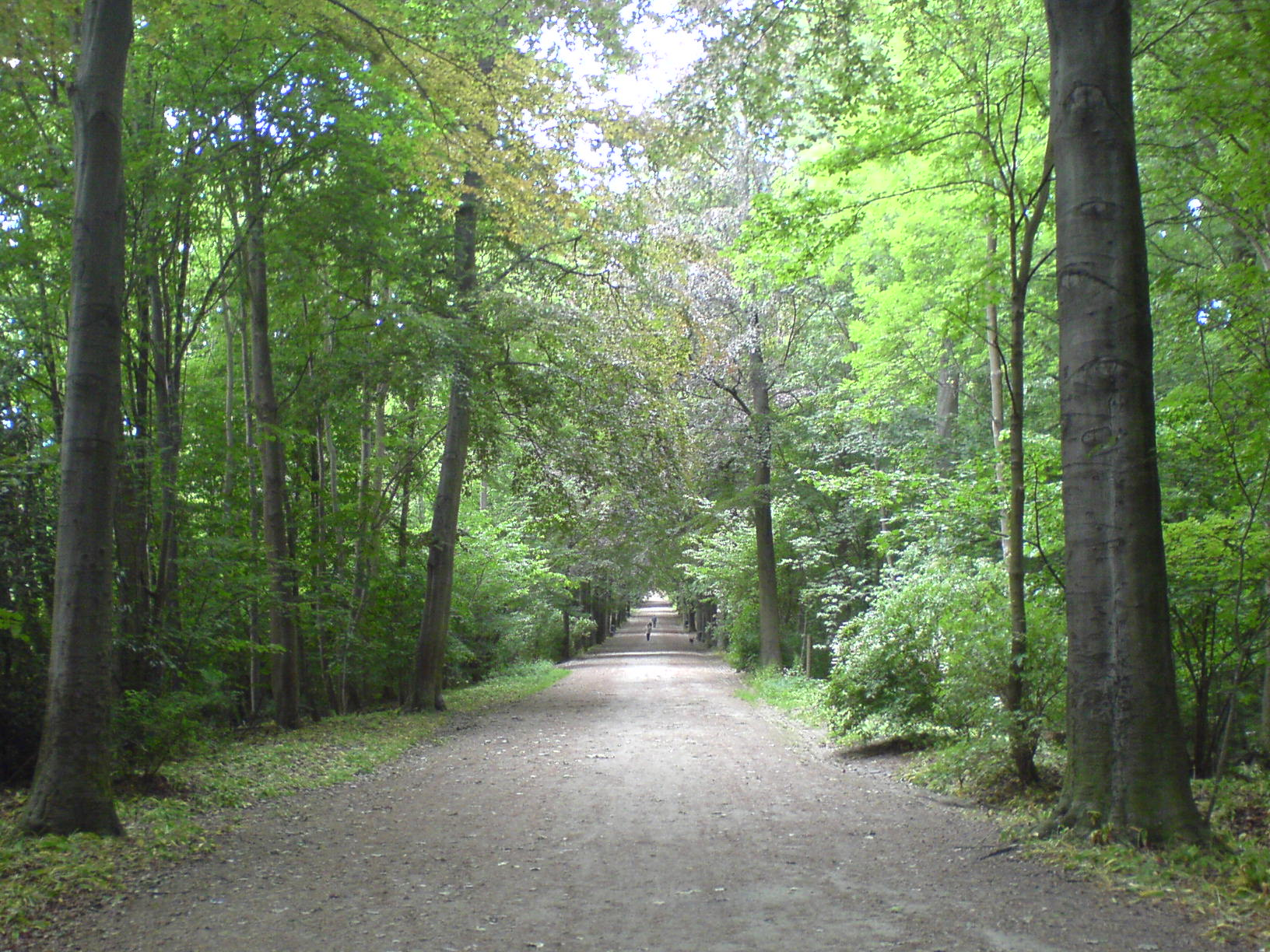
Bois de Dieleghem.
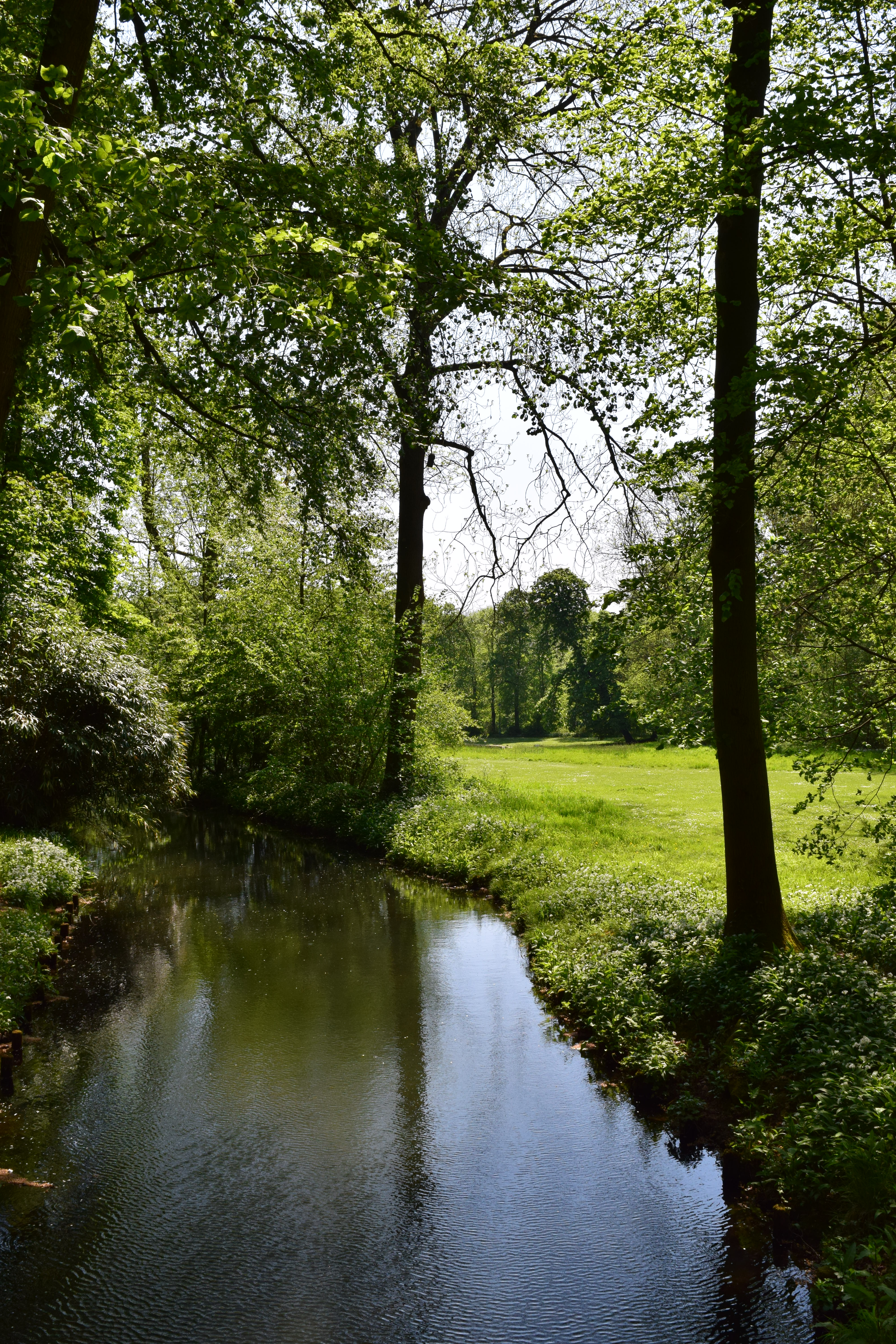
Le Molenbeek dans le parc Baudouin.

## Transports en commun

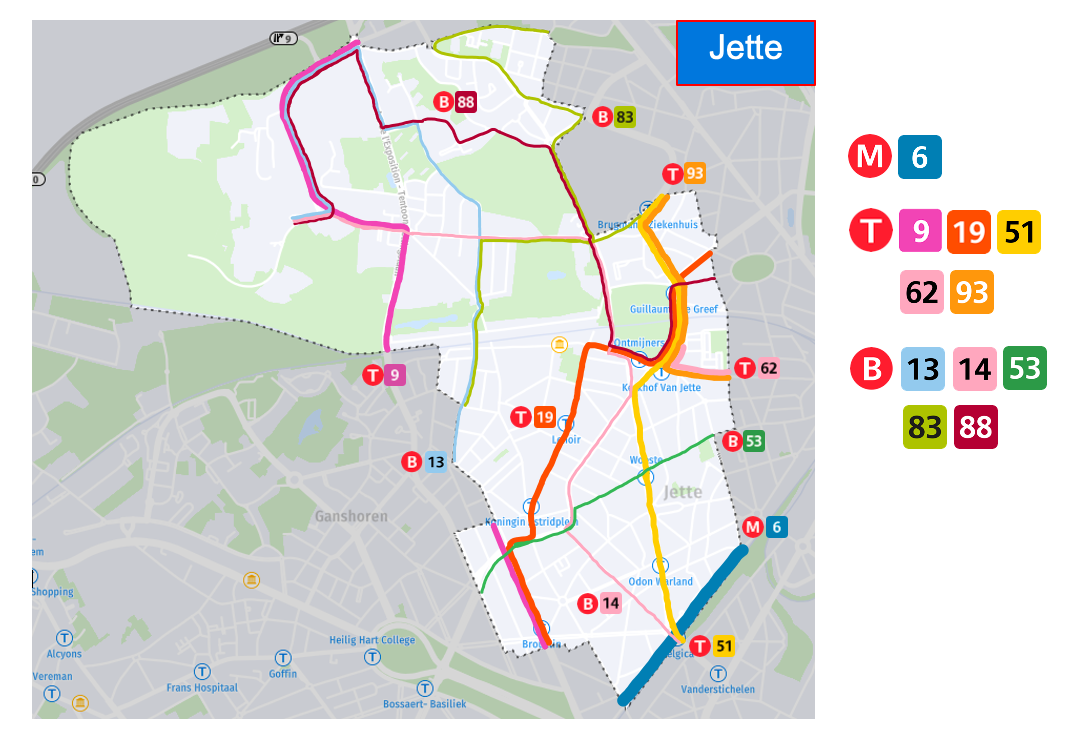
Plan du réseau STIB de la commune.

### SNCB
- Gare de Jette

### STIB
- Métro
- Tram
- Bus

### De Lijn
- Bus : R45 - R10 - 820

## Sport
- RSD Jette

Le Royal Scup Dieleghem Jette est un club de football belge affilié à l'URBSFA en 1922, il porte le matricule 474. Ses couleurs sont le jaune et le bleu.
Le club tire son nom actuel d'une fusion survenue en 2002 entre le R. SCUP Jette (matricule 474) et l'Etoile Dieleghem (matricule 8682).
Le club connut différentes périodes fastes jusqu'au milieu des années 1970. Il évolua durant 35 saisons en séries nationales, dont 13 au 3e niveau de la hiérarchie. Sa dernière apparition en "nationale" date de la saison 2004-2005. Il évolue en première provinciale lors de la saison 2017-2018.
_
La commune organise également le championnat de futsal COCMES qui compte trois divisions locales. De grandes équipes jettoises telles que Futsal Elvas et Zig Zag s'affrontent chaque année sur les parquets du Complexe sportif de Jette, reconstruit après l'incendie du précédent hall sportif. 

## Personnalités liées à la commune
- René Magritte (1898–1967), peintre surréaliste ;
- Dino Attanasio (né en 1925), auteur de bandes dessinées, notamment Bob Morane[24] ;
- Jean Roba (1930-2006), auteur de bandes dessinées, notamment Boule et Bill ;
- Jean-Louis Thys (1939-1999), ancien bourgmestre et ancien ministre de la Région de Bruxelles-Capitale ;
- Guillaume Gillet (1984), joueur de football (Royal Sporting Club Anderlecht, équipe nationale).
- Nicolas Bonaventure (1753-1831)

### Personnalités nées à Jette
- Willy Corsari (1897-1998), écrivaine néerlandophone ;

- Bobby De Ruymbeke (1898-1963) est le père d'André Van Ruymbeke (1921-2012), haut fonctionnaire français, résistant et grand-père du magistrat Renaud Van Ruymbeke et de l'historien Bertrand Van Ruymbeke.
- Georges Van Riet (1916-1998) , philosophe, théologien et critique littéraire ;
- François Narmon (1934-2013), banquier ;
- Alain De Nil (1966), ancien joueur de football ;
- Hermes Sanctorum (1981), homme politique flamand ;
- Thomas Chatelle (1981), joueur de football ;
- Jason Denayer (1995), joueur de football.
- Ilan Van Wilder(2000),cycliste professionnel

 (*)1976 :AJF 1988:UFJ,EJ_JV 1994:PH-HP,MRL 2000:LICORN,VIVANT,MLJ,PH 2006:PH-HP 2012:Gauches Communes 

## Jumelages
- Sidi Bibi (Maroc) ;
- Jojutla (Mexique).